# 萊克鎮區 (印地安納州科西阿斯科縣)
萊克鎮區（英語：Lake Township）是位於美國印地安納州科西阿斯科縣的一個行政鎮區。

## 地方資料
根據2010年美國人口普查的數據，萊克鎮區的面積為60.40平方千米，當中陸地面積為59.20平方千米，而水域面積為1.20平方千米。當地共有人口2040人，而人口密度為每平方千米33.77人。